# Dita Pepe
Dita Pepe, rozená Hornsteinerová (* 5. září 1973 Ostrava), je česká fotografka. Patří do generace českých fotografek z počátku 21. století spolu s dalšími autorkami jako například Barbora Krejčová, Tereza Vlčková, Kateřina Držková nebo Barbora Prášilová. Vyučuje fotografii na ITF, věnovala se reportážní fotografii, v současnosti se občasně zabývá fotografií módy. Je známá díky svému cyklu inscenované portrétní fotografie Autoportréty, ve kterém se fotografovala s ženami různého věku, charakteru i společenského postavení. V roce 2012 získala ocenění Osobnost české fotografie.

## Život a dílo
Po maturitě na gymnáziu v roce 1992 odešla na pět let do Německa, kde pracovala jako au-pair. V letech 1994–1995 navštěvovala fotografický kurz na univerzitě Carla von Ossietzkiho v Oldenburgu. Ve stejné době se provdala za italského studenta psychologie. V Německu začala fotografovat a navštěvovat fotografický kurz. Po návratu absolvovala v roce 1998 bakalářské studium fotografie na Slezské univerzitě v Opavě. V roce 2000 začala učit fotografii na Střední umělecké škole v Ostravě. V roce 2003 dokončila na Slezské univerzitě magisterské studium fotografie. Aktuálně je jedním z vyučujících fotografie na ITF, kde vyučuje společně s partnerem, který je také fotograf.
Dita Pepe se věnovala reportážní fotografii, nyní (2010) se občasně zabývá fotografií módy. Je autorkou cyklu inscenované portrétní fotografie Autoportréty, ve kterém se vyfotografovala s ženami různého věku, charakteru i společenského postavení. Ve své fotografické tvorbě také spolupracuje se svým partnerem Petrem Hrubešem.
Kniha Intimita (2015), na které pracovala s Barborou Baronovou byla oceněna první místem na Magnesia Litera 2016 v kategorii "Litera za nakladatelský čin". Stejná kniha získala i druhé místo v kategorii "Autorské knihy" v soutěži Nejkrásnějších české knihy 2015 pořádané Památníkem národního písemnictví a Ministerstvem kultury České republiky. Kniha "Dita Pepe Self-portraits" je zastoupena ve sbírkách zahraničních muzeí jako Metropolitan Museum of Art, SAIC, Brooklyn Museum a další.